# Edwin Gray
Edwin Gray (* 18. Juli 1743 im Southampton County, Colony of Virginia; † nach 1813 im Nansemond County, Virginia) war ein britisch-amerikanischer Politiker. Zwischen 1799 und 1813 vertrat er den Bundesstaat Virginia im US-Repräsentantenhaus.

## Werdegang
Edwin Gray wuchs während der britischen Kolonialzeit auf. Er besuchte das College of William & Mary in Williamsburg. Noch vor der amerikanischen Revolution begann er eine politische Laufbahn. Zwischen 1769 und 1775 gehörte er dem kolonialen House of Burgesses an. Er schloss sich der Unabhängigkeitsbewegung an und war in den Jahren 1774, 1775 und 1776 Mitglied von Staatsversammlungen in Virginia, auf denen über die politische Entwicklung beraten wurde. Zwischen 1776 und 1791 saß er fünfmal im Abgeordnetenhaus von Virginia; in den Jahren 1777 bis 1779 gehörte er dem Staatssenat an. Ende der 1790er Jahre schloss er sich der von Thomas Jefferson gegründeten Demokratisch-Republikanischen Partei an.
Bei den Kongresswahlen des Jahres 1798 wurde Gray im zehnten Wahlbezirk von Virginia in das damals noch in Philadelphia tagende US-Repräsentantenhaus gewählt, wo er am 4. März 1799 die Nachfolge von Carter Bassett Harrison antrat. Nach sechs Wiederwahlen konnte er bis zum 3. März 1813 sieben Legislaturperioden im Kongress absolvieren. Seit 1803 vertrat er dort als Nachfolger von John Taliaferro den 19. Distrikt seines Staates. Im Jahr 1800 wurde die neue Bundeshauptstadt Washington, D.C. bezogen. Während seiner Zeit als Kongressabgeordneter wurde im Jahr 1803 durch den von Präsident Jefferson getätigten Louisiana Purchase das Staatsgebiet der Vereinigten Staaten beträchtlich erweitert. Im Jahr 1804 wurde der zwölfte Verfassungszusatz ratifiziert.
Nach dem Ende seiner Zeit im US-Repräsentantenhaus verliert sich die Spur von Edwin Gray. Die Quellen erwähnen nur noch, dass er im damaligen Nansemond County starb, das heute zum größten Teil der Stadt Suffolk entspricht.